# Vierge à l'Enfant avec l'agneau
La Vierge à l’Enfant avec l’agneau (en italien : Madonna con il Bambino e l’agnellino) est un tableau attribué à Ferrando Spagnolo (probable pseudonyme de Fernando Llanos), un peintre léonardesque. Il a été peint vers 1500 à 1520.

## Attribution
Actuellement attribué, sans certitude, à Ferrando Spagnolo, le tableau a un temps été supposé peint par le Sodoma. Avant cela, la Vierge à l’Enfant avec l’agneau a longtemps été attribuée à Léonard de Vinci, maître de Ferrando Spagnolo.
Ferrando Spagnolo a, entre autres, collaboré avec Léonard de Vinci à la réalisation de La Bataille d'Anghiari, vers 1505.

## Composition
Dans son schéma de composition, le tableau reprend des dessins préparatoires réalisés par le maître toscan pour la Madone au chat. Une radiographie du tableau a révélé que l’artiste avait commencé par peindre un chat, ensuite remplacé par un agneau, symbole de la Passion du Christ.
Les personnages au premier plan sont représentés dans un style typique de Léonard de Vinci, avec de légères différences — les ombres, par exemple, semblent un peu plus fortement marquées que dans les œuvres du maître. Dans le fond à droite se trouvent un chevalier suivi par un personnage à pied (à peine visible).